# Moià
Moià är en ort och kommun i Spanien.   Den ligger i provinsen Província de Barcelona och regionen Katalonien, i den östra delen av landet, 500 km öster om huvudstaden Madrid. Moià ligger 709 meter över havet och antalet invånare är 5 086.
Terrängen runt Moià är kuperad. Runt Moià är det ganska tätbefolkat, med 60 invånare per kvadratkilometer. Närmaste större samhälle är Vic, 18,5 km nordost om Moià. 